# Багатовіковий дуб (Прилуки)
Багатовікови́й дуб — ботанічна пам'ятка природи місцевого значення в Україні. Розташована в межах міста Прилуки Чернігівської області, на вул. Гірняка, 11.
Площа 0,01 га. Статус дано згідно з рішенням Чернігівського облвиконкому від 06.04.1971 року № 168; від 10.06.1972 року № 303; від 27.12.1984 року № 454; від 28.08.1989 року № 164. Перебуває у віданні КП електромереж зовнішнього освітлення «Міськсвітло».
Статус дано для збереження одного екземпляра вікового дуба.

## Галерея

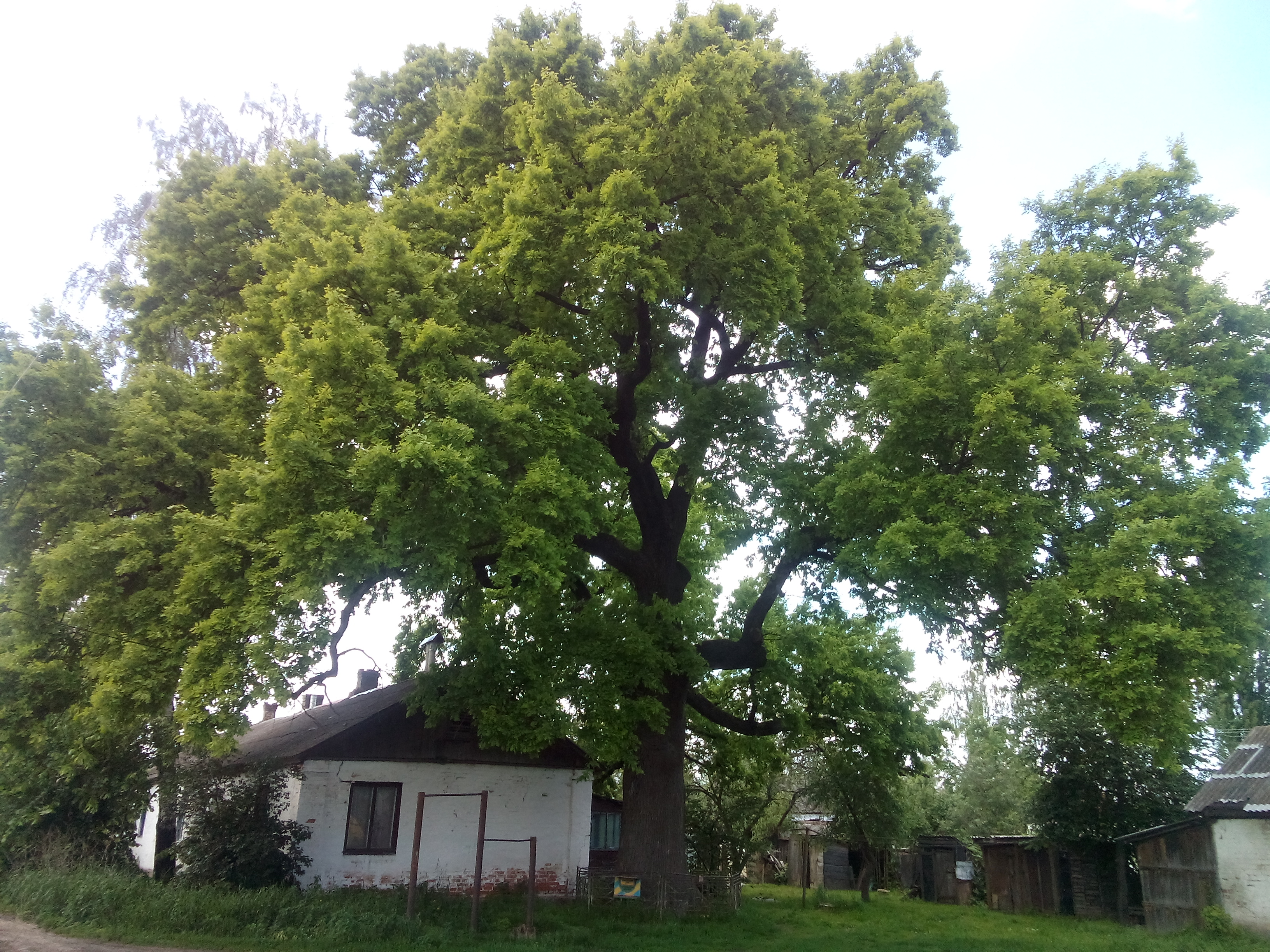
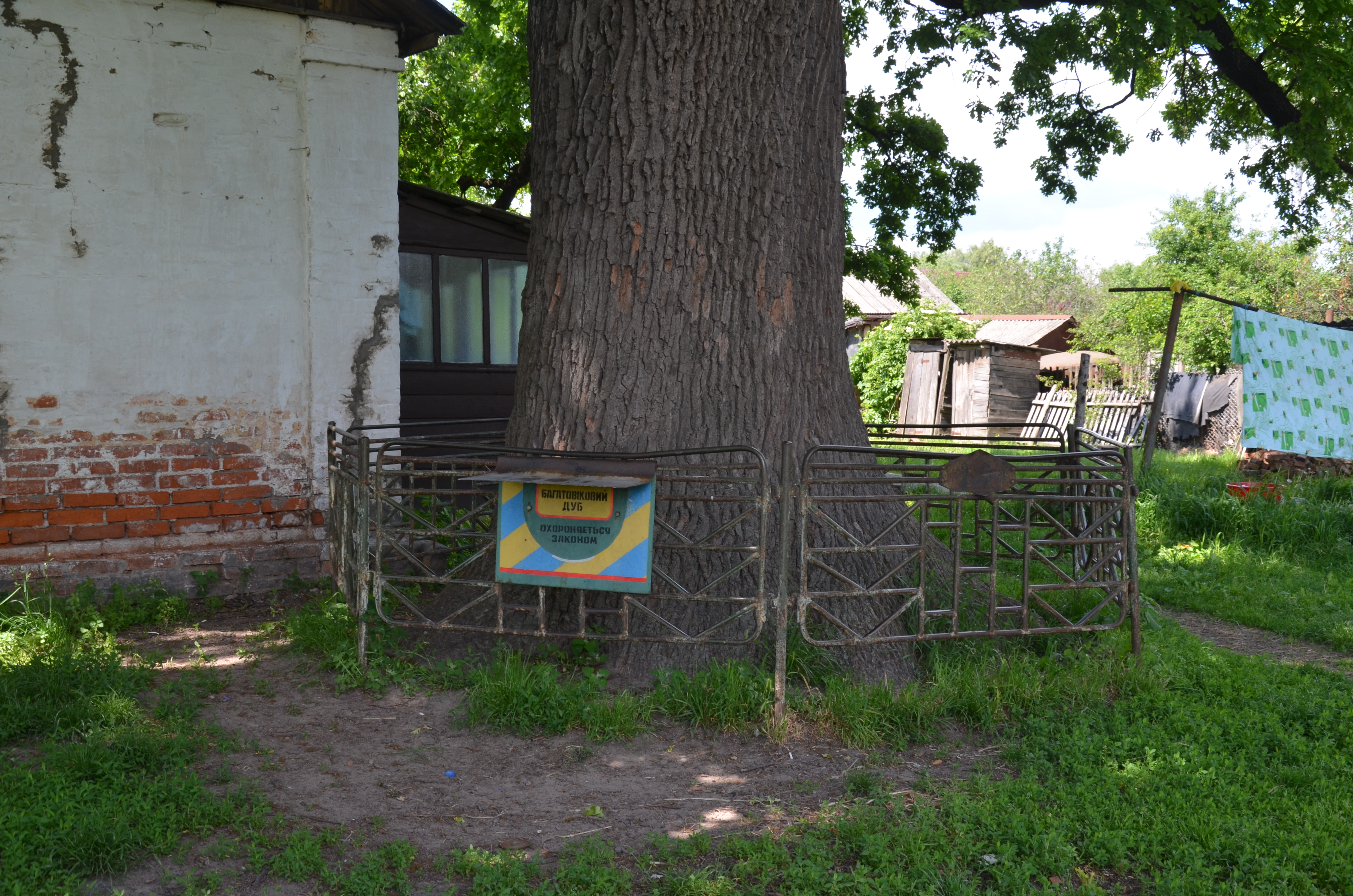
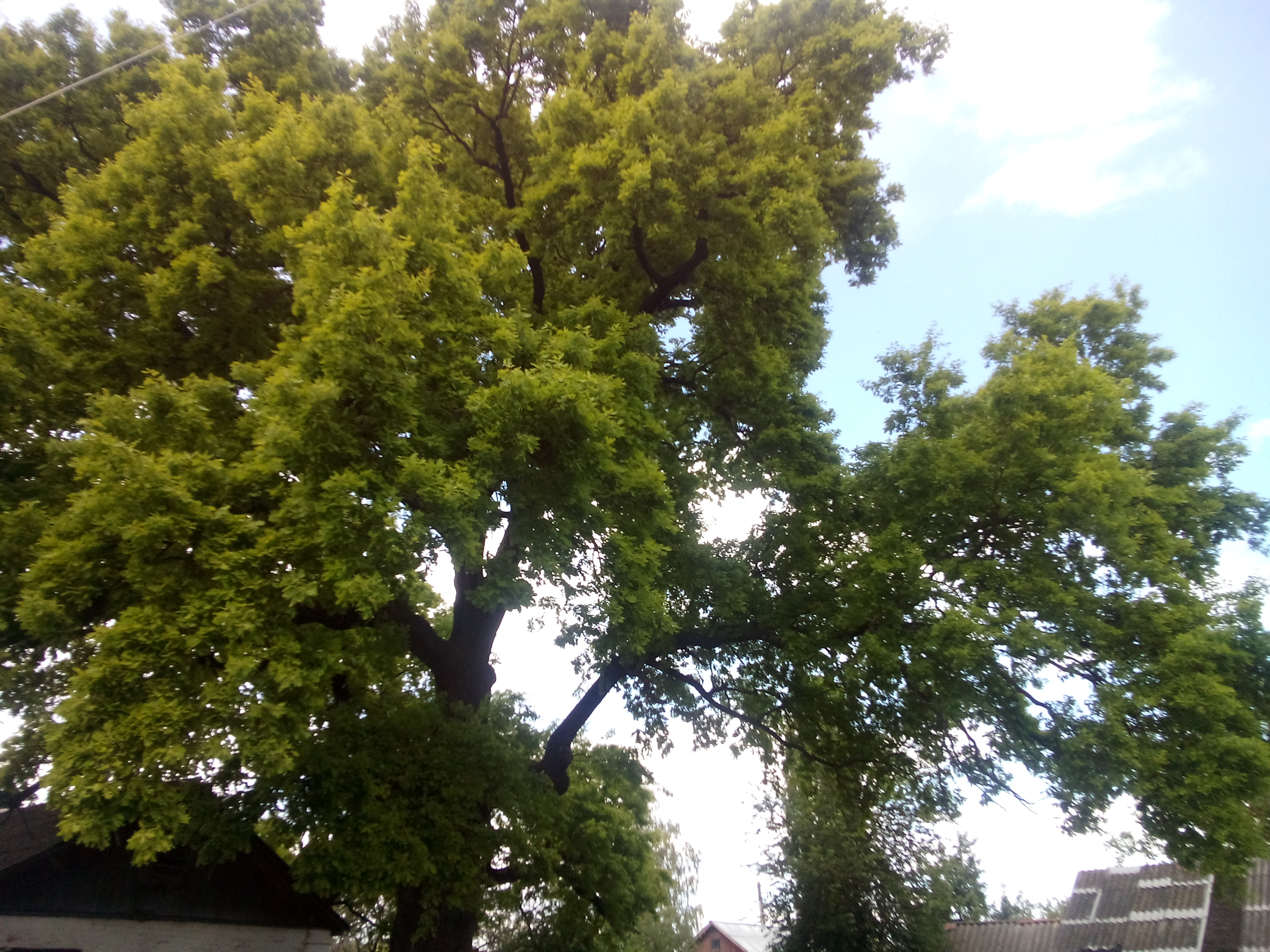